# H-cuadrado
En matemáticas y teoría de control, H 2, o H-cuadrado es un espacio de Hardy con la norma del cuadrado. Es un subespacio del espacio L2, y por lo tanto es un espacio de Hilbert. En particular, es un kernel de reproducción de espacio de Hilbert. 

## En el círculo unitario
En general, los elementos de L2 en el círculo unitario están dados por 
{\displaystyle \sum _{n=-\infty }^{\infty }a_{n}e^{in\varphi }}
mientras que los elementos de H2 están dadas por 
{\displaystyle \sum _{n=0}^{\infty }a_{n}e^{in\varphi }.}
La proyección de L2 a H2 (estableciendo an = 0 cuando n < 0) es ortogonal. 

## En el semiplano
La transformada de Laplace {\displaystyle {\mathcal {L}}}dada por 
{\displaystyle [{\mathcal {L}}f](s)=\int _{0}^{\infty }e^{-st}f(t)dt}
se puede entender como un operador lineal 
{\displaystyle {\mathcal {L}}:L^{2}(0,\infty )\to H^{2}\left(\mathbb {C} ^{+}\right)}
donde  {\displaystyle L^{2}(0,\infty )}es el conjunto de funciones cuadradas-integrables en la recta numérica real positiva, y  {\displaystyle \mathbb {C} ^{+}}es la mitad derecha del plano complejo. Es más; es un isomorfismo, en que es invertible, y es isométrico , en que satisface 
{\displaystyle \|{\mathcal {L}}f\|_{H^{2}}={\sqrt {2\pi }}\|f\|_{L^{2}}.}
La transformada de Laplace es "la mitad" de una transformada de Fourier; de la descomposición 
{\displaystyle L^{2}(\mathbb {R} )=L^{2}(-\infty ,0)\oplus L^{2}(0,\infty )}
uno entonces obtiene una descomposición ortogonal de  {\displaystyle L^{2}(\mathbb {R} )}en dos espacios resistentes 
{\displaystyle L^{2}(\mathbb {R} )=H^{2}\left(\mathbb {C} ^{-}\right)\oplus H^{2}\left(\mathbb {C} ^{+}\right).}
Este es esencialmente el teorema de Paley-Wiener . 